# Gelbspötter

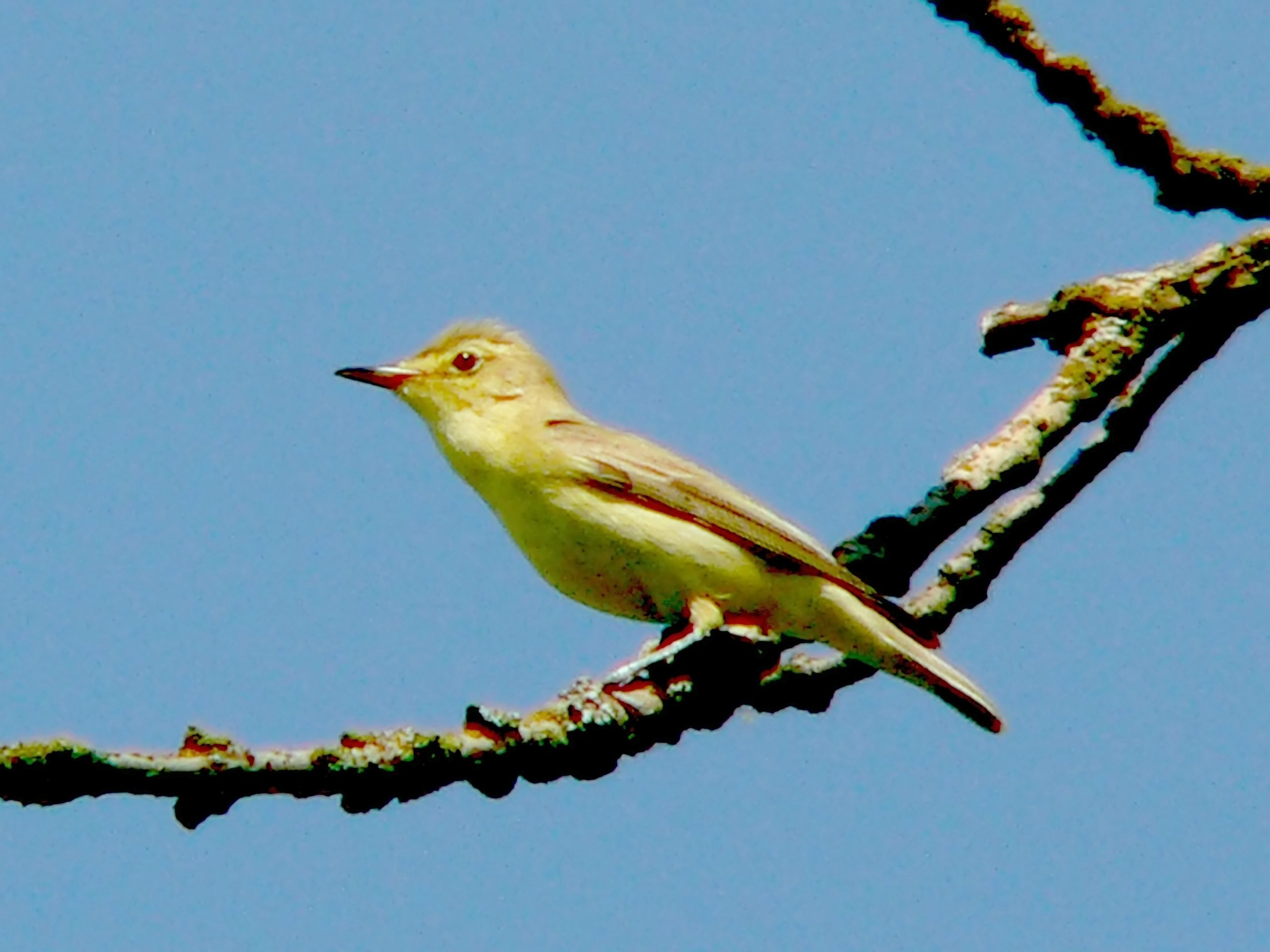
Gelbspötter (Hippolais icterina)

Der Gelbspötter (Hippolais icterina) ist ein Singvogel aus der Familie der Rohrsängerartigen (Acrocephalidae). Dieser Spötter besiedelt Teile der westlichen und zentralen Paläarktis vom Nordosten Frankreichs, der Schweiz und dem Südwesten Skandinaviens nach Osten bis in das nordwestliche Vorland des Altai. Der Gelbspötter bewohnt ein breites Spektrum von Habitaten mit lockerem Baumbestand und höherem Gebüsch, in Mitteleuropa unter anderem Auwälder und feuchte Laubmischwälder, aber auch Feldgehölze, Friedhöfe und naturnahe Parkanlagen. Die Art ist Langstreckenzieher und überwintert im tropischen Zentral- und Südafrika.
Der Bestand gilt vor allem im Westen des Areals in Mitteleuropa als leicht rückläufig, als eine der Ursachen wird dort Konkurrenz mit dem zunehmenden und sich ausbreitenden Orpheusspötter vermutet. Weltweit wird der Gelbspötter von der IUCN aber aufgrund des großen Verbreitungsgebietes und des sehr hohen Gesamtbestandes als ungefährdet („least concern“) eingestuft.

## Beschreibung
Gelbspötter sind recht kleine, schlanke Singvögel mit eher großem Kopf, recht kräftigem Schnabel, langen Flügeln und relativ kurzem Schwanz. Sie sind verglichen mit anderen Spöttern recht auffallend gefärbt mit einer im frischen Gefieder bräunlich olivgrünen Ober- und einer hellgelben Unterseite, zeigen aber ansonsten wie alle Spötter keine auffallenden Zeichnungen. Die Geschlechter unterscheiden sich bezüglich Größe und Färbung nicht.
Mit einer Körperlänge von 12,0 bis 13,5 cm und einem Gewicht von 11 bis 19 g ist die Art deutlich kleiner als ein Haussperling und nur etwa halb so schwer. Bei adulten Vögeln ist die gesamte Oberseite des Rumpfes sowie Hals und Kopf einfarbig bräunlich olivgrün. Die Zügelregion, der kurze Überaugenstreif sowie die Augenumgebung sind blassgelb. Die mittleren Armdecken sind dunkelbraun, die großen Armdecken olivbraun. Die Schwingen sind schwärzlich braun, die Handschwingen und die Schirmfedern zeigen schmale, die Armschwingen breitere gelbliche Säume an den Außenfahnen und gelbliche Spitzen. Die Steuerfedern sind dunkelbraun und sehr schmal heller braun gerandet. Die gesamte Rumpfunterseite, die Unterflügeldecken sowie die Unterschwanzdecken sind hell gelb, wobei die intensivere Gelbfärbung oft auf Kehle und Vorderbrust beschränkt ist. Brustseiten und Flanken zeigen einen bräunlichen Anflug.
Die Iris ist dunkelbraun. Der Schnabel ist deutlich zweifarbig; der Oberschnabel ist dunkelbraun, der gesamte Unterschnabel gelblich. Die Beine sind bleigrau.
Im Jugendkleid ist die Oberseite mehr braungrau und weniger oliv, die Unterseite blasser gelb mit ausgedehnter braunen Flanken. Schwingen, Steuerfedern und die Deckfedern der Oberseite sind warm bräunlich gerandet.
Die innerartliche Variation ist sehr gering und es werden keine Unterarten anerkannt.

### Verwechslungsmöglichkeiten
Der im westlichen Europa und westlichen Mittelmeergebiet einschließlich Italien vorkommende Orpheusspötter ist dem Gelbspötter sehr ähnlich. Die Verbreitungsgebiete dieser Arten überschneiden sich im nordwestlichen Frankreich, in Belgien, in den Niederlanden und auch zunehmend im südwestlichen Deutschland. Der Flügel des Gelbspötters, genauer gesagt die Federn der Handschwingen, sind jedoch länger. Mit etwas Erfahrung kann man an sitzenden Tieren die längere sogenannte "Handschwingenprojektion" erkennen. Die Schirmfedern des Gelbspötters sind außerdem hell gerandet und bilden beim sitzenden Vogel ein aufgehelltes Feld auf dem Flügel, das beim Orpheusspötter fehlt. In Gebieten wo beide Arten vorkommen besiedelt der Orpheusspötter eher Buschvegetation in offenen Landschaften, ein Biotop das für Gelbspötter ungewöhnlich ist.
Alle anderen Spötterarten Europas haben keine grün-gelbe, sondern eine grau-weiße oder braune-weiße Färbung.
Für vogelkundliche Anfänger ähnelt der Gelbspötter auch verschiedenen Laubsängern, wie Fitis und Zilpzalp. Laubsänger sind jedoch kleiner und gedrungener, ihr Schnabel deutlich dünner und kürzer.

## Lautäußerungen
Der laute, schnelle und am Anfang der Brutzeit häufig lang anhaltende Gesang wird von den Männchen im Revier von einer Warte vorgetragen, die sich meist gut gedeckt im Laub von Büschen oder Bäumen befindet. Er enthält zahlreiche kurze Imitationen anderer Vogelgesänge oder -rufe. Charakteristisch werden dazwischen immer wieder kurze, nasale oder jammernde, mehrfach wiederholte Laute wie „GÍe-GÍe“ oder „hiäh“ sowie melodische, lange Pfeiftöne eingeflochten. Der Lockruf am Brutplatz ist ein melodisches, dreisilbiges „tä-tä-LÜÜit“, die Warnrufe sind scharf wie „täck“ oder gereiht „tä tä tä …“.

## Verbreitung

Verbreitung des Gelbspötters:
Brutgebiete
Migration
Überwinterungsgebiete

Der Gelbspötter besiedelt Teile der westlichen und zentralen Paläarktis von der borealen bis in die gemäßigte Zone. In Ost-West-Richtung reicht die Verbreitung vom Nordosten Frankreichs und der Schweiz bis in das nordwestliche Vorland des Altai. Die Nordgrenze der geschlossenen Verbreitung verläuft von Südskandinavien, etwa 62° N in Südfinnland und etwa 61°30 N an der Petschora, bis Tomsk in Westsibirien; die Südgrenze vom Nordrand der Alpen über den Norden der Balkanhalbinsel bis in den Nordosten Bulgariens und dann entlang der Ost- und Nordküste des Schwarzen Meeres über die Krim, bis in den Bereich südöstlich des Asowschen Meeres und dann bei etwa 52° N an Ural und Wolga und etwa 52–54° N in Kasachstan bis zum Nordrand des Altai.

## Lebensraum
Der Gelbspötter bewohnt ein breites Spektrum von Habitaten mit lockerem Baumbestand und höherem Gebüsch, bevorzugt mehrschichtige Laubgehölze mit einem geringen Deckungsgrad der Oberschicht. In Mitteleuropa besiedelt die Art unter anderem Auwälder und feuchte Laubmischwälder, aber auch Feldgehölze, Hecken, Friedhöfe und naturnahe Parkanlagen.

## Ernährung
Die Nahrung besteht in Mitteleuropa zur Brutzeit in erster Linie aus Insekten, seltener aus Webspinnen und selten aus kleinen Schnecken. Früchte werden offenbar nur ausnahmsweise verzehrt. Bei einer Untersuchung der Nestlingsnahrung von vier Brutpaaren in Burgund waren 87,4 % der Nahrungstiere Insekten, 9 % Spinnentiere, 3,2 % Schnecken und 0,45 % Schnurfüßer (Julidae). Unter den Insekten dominierten Fliegen mit 22,5 %, danach folgten Blattläuse mit 16,3 %, Mücken mit 14,1 % und Käfer mit 12,3 %.
Die Nahrungssuche erfolgt in allen Schichten der Vegetation, aber überwiegend in Höhen zwischen 2 und 8 Metern. In den Baumkronen jagen Gelbspötter vor allem im äußeren Bereich. Beute wird meist im Flug, im Sitzen oder hüpfend von der Vegetation abgelesen, weniger häufig fliegend erbeutet und nur selten vom Ansitz aus in der Luft gefangen.

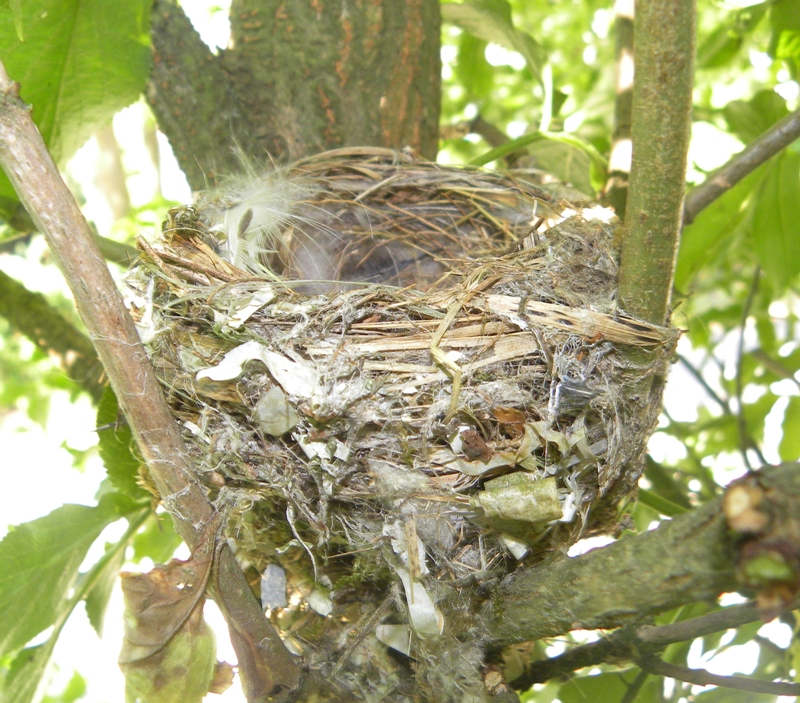
Nest des Gelbspötters

## Fortpflanzung

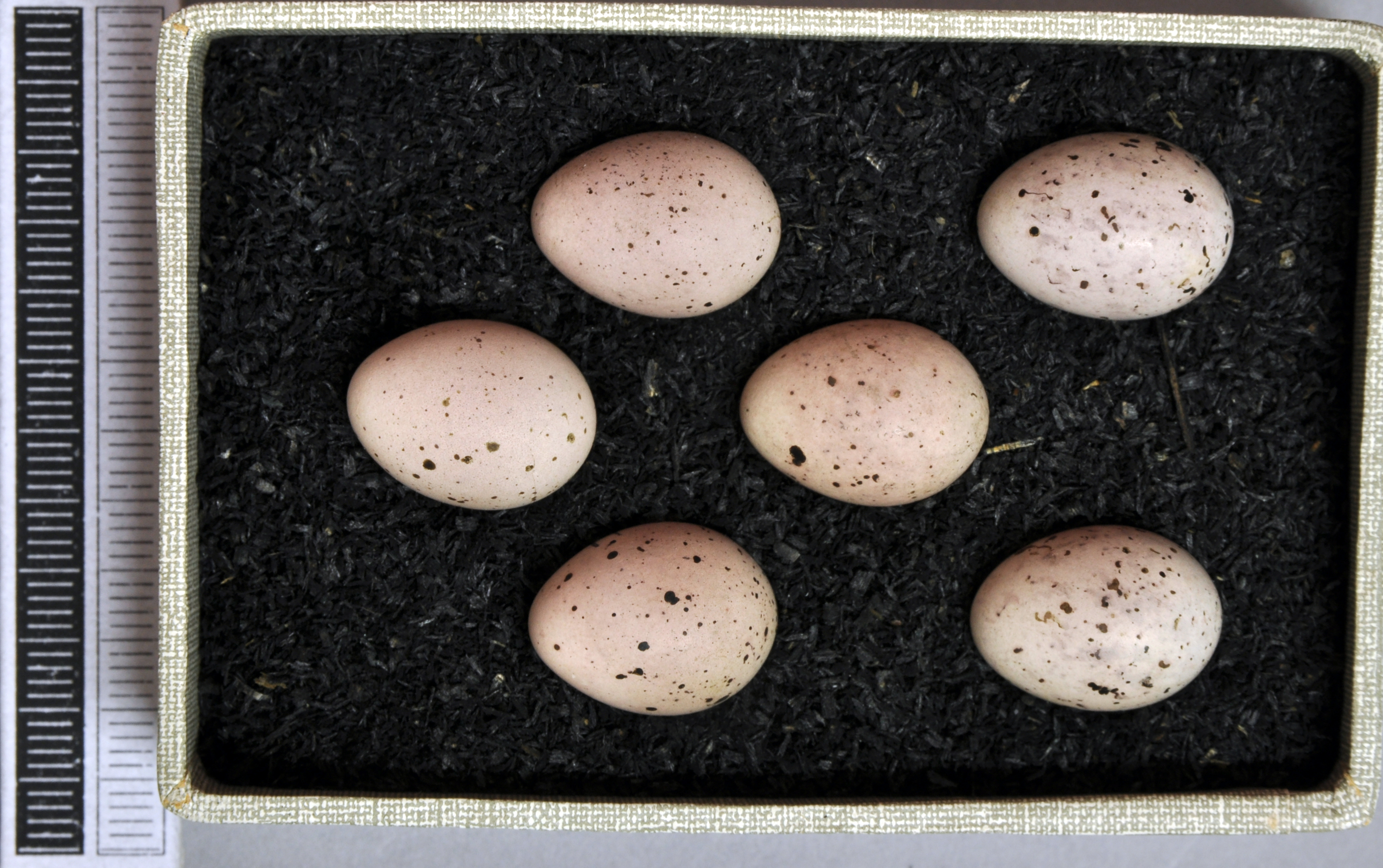
Gelege (Sammlung Museum Wiesbaden)

Gelbspötter führen eine monogame Brut- oder Saisonehe. Das Nest wird in Bäumen und Sträuchern jeder Art im Zentrum oder im Randbereich der dichten Zweige und Blätter gebaut. Es wird meist auf einem Ast errichtet und dann durch feine Zweige gestützt, die in die Nestwandung eingeflochten werden, oder in einem kleinen Astquirl aufgehängt. Die Nester werden in Mitteleuropa meist in 1 bis 4 m Höhe errichtet, selten höher oder auf dem Boden in dichter Vegetation.
Das ordentliche, napfförmige und außen wie innen glattwandige Nest wird vorwiegend vom Weibchen meist aus Halmen und anderem feinen pflanzlichen Material gebaut, häufig werden auch Wollfäden, Papierstückchen und Ähnliches verbaut. Im äußeren Wandbereich können auch gröbere Materialien wie Rindenstücke, teilweise zersetzte Laubblätter oder grobe Haare verwendet werden. Die Nestwände werden durch außen aufgebrachte klebende oder elastische Stoffe wie Spinnweben, Kokons, Wollhaare und Ähnliches verfestigt. Zur Auskleidung der eigentlichen Nestmulde werden feine Pflanzenfasern, Tierhaare oder Federn verwendet. Die Nester haben einen Außendurchmesser von 60 bis 90 mm und eine Höhe von 50 bis 120 mm.
Die Eiablage erfolgt je nach geografischer Lage variabel, in Mitteleuropa ausnahmsweise bereits um den 30. April, meist ab Mitte Mai und mit einem Höhepunkt Ende Mai bis Mitte Juni. Letzte Gelege werden Ende Juli begonnen. Zweitbruten kommen in Mitteleuropa wohl nur sehr selten vor. Das Gelege besteht aus 3 bis 7, meist 4 bis 5 Eiern, die auf heller oder dunkler rosarotem Grund locker schwarz oder dunkelbraun gepunktet sind. Die Brutzeit dauert 12 bis 14 Tage, die Bebrütung erfolgt ausschließlich durch das Weibchen. Beide Eltern füttern. Die Jungvögel verlassen mit 13,5 bis 15,5 Tagen das Nest und werden danach noch 8 bis 11 Tage lang von den Eltern geführt und mit Nahrung versorgt. Die Geschlechtsreife wird am Ende des ersten Lebensjahres erreicht.

## Wanderungen
Die Art ist Langstreckenzieher. Der Wegzug mittel- und nordeuropäischer Vögel erfolgt Ende Juli bis Mitte September mit einem Höhepunkt Anfang August. Feststellungen im Oktober sind in Mitteleuropa bereits sehr selten. Die Weltpopulation des Gelbspötters überwintert im tropischen zentralen und südlichen Afrika südlich der Sahara unter Aussparung der Wüsten und des tropischen Regenwaldes. Das Winterquartier reicht vom Südosten der Demokratischen Republik Kongo nach Osten bis Ruanda und Tansania, nach Süden über Malawi und Sambia bis Namibia, Botswana und Transvaal. Die Art überwintert überwiegend in der Dornsavanne und in Akazienwäldern. Die ersten Heimzieher werden in Mitteleuropa ausnahmsweise schon Anfang oder Mitte April, im Normalfall aber erst Anfang bis Mitte Mai beobachtet. Der Heimzug erreicht im Mai seinen Höhepunkt und läuft Mitte Juni aus.

## Bestand
Gesicherte Angaben zum Weltbestand gibt es nicht, BirdLife International gibt als grobe Schätzung 10 bis 30 Mio. Individuen an.